# آدام بنیامین جونیور
آدام بنیامین جونیور (انگلیسی: Adam Benjamin Jr.؛ ۶ اوت ۱۹۳۵ – ۷ سپتامبر ۱۹۸۲) سیاست‌مدار و نظامی ارمنی-آشوری‌تبار اهل ایالات متحده آمریکا که از تاریخ ۱۹۷۷ تا تاریخ ۱۹۸۲ از عضو مجلس سنای ایالات متحده آمریکا از یکم ایندیانا بود.

## زندگی‌نامه
در ۶ اوت ۱۹۳۵ در گری، ایندیانا از مادری ارمنی و پدری آشوری به دنیا آمد و از آکادمی نظامی ایالات متحده و دانشگاه والپاراسیو فارغ‌التحصیل شد. وی در ۷ سپتامبر ۱۹۸۲ سن ۴۷ سالگی در واشینگتن، دی.سی. به مرگ ناگهانی در اثر حمله قلبی درگذشت و در آرامستان کالومت پارک مریلوایل، ایندیانا به خاک سپرده شد.